# Coenosia leopldi
Coenosia leopldi är en tvåvingeart som först beskrevs av Charles Howard Curran 1929.  Coenosia leopldi ingår i släktet Coenosia och familjen husflugor.
Artens utbredningsområde är Kongo. Inga underarter finns listade i Catalogue of Life.